# Manuel Espinosa Batista
Manuel Espinosa Batista (Cartagena de Indias, 12 de septiembre de 1857-Ciudad de Panamá, 27 de noviembre de 1919) fue un político panameño. Es considerado un prócer de la Separación de Panamá.

## Biografía
Manuel Espinosa Batista

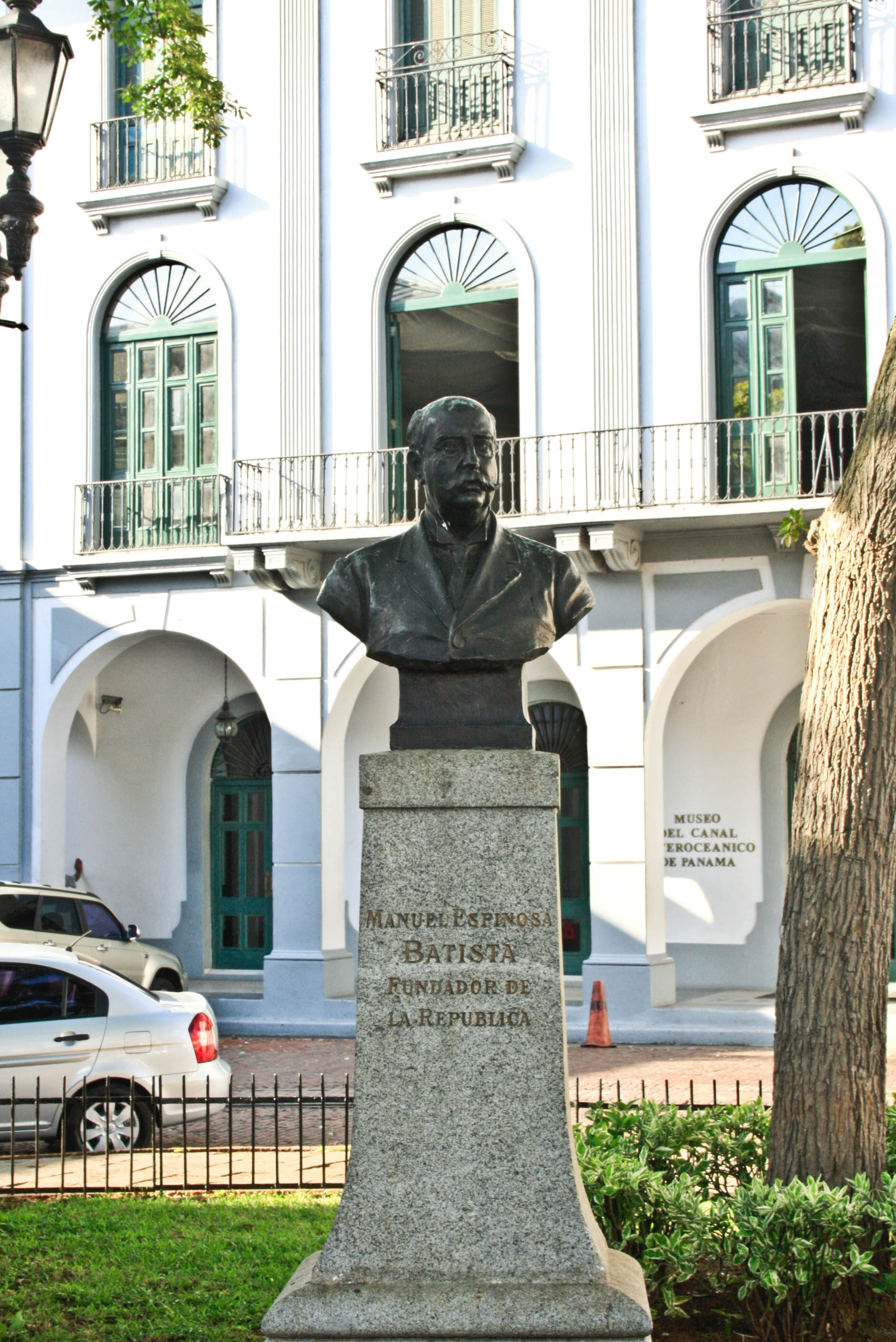
Busto de Manuel Espinosa Batista en la Plaza de la Independencia.

Nació el 12 de septiembre de 1857 en Cartagena de Indias. Ejerció la profesión de comerciante. Estudió farmacia y en 1882, abrió su propia farmacia. Algunos años después fundar la lotería nacional con su amigo José Gabriel Duque. Se convirtió en director en 1899.

Manuel Espinosa empezó su carrera política entrando en el Consejo Municipal en 1897. Apoyaba el movimiento separatista que quería la separación del Departamento de Panamá de la República de Colombia. Fue consultor sustituto de los miembros de la Junta de Gobierno y miembro integrante de la Junta Provisional de Gobierno de Panamá. Dirigió el país con 3 otras personas de la junta: José Agustín Arango, Tomás Arias y Federico Boyd. Sustituyó a Federico Boyd entre 9 de noviembre de 1903 y el 7 de diciembre de 1903. Actuó como presidente de Panamá durante este tiempo. Sus acciones resultaron al Tratado Hay-Bunau Varilla con los Estados Unidos.

### Muerte
Murió en la ciudad de Panamá el 27 de noviembre de 1919.
Actualmente una escuela lleva su nombre en el corregimiento de Parque Lefevre en la Ciudad de Panamá.
| Predecesor: Demetrio H. Brid | Designado Suplente de la Junta Provisional de Gobierno de Panamá 1903-1904 | Sucesor: Manuel Amador Guerrero |